# Afveje
Afveje er en kortfilm instrueret af Tom Vilhelm Jensen efter eget manuskript.

## Handling
Den pertentlige selvmorder forlader sit pæne hjem for at tage afsked med verden. Men livet udenfor viser sig at være fuld af kaos og tilfældigheder, og mødet ender med at bringe ham på afveje'